# Plakarthrium punctatissimum
Plakarthrium punctatissimum är en kräftdjursart som först beskrevs av Pfeffer 1887.  Plakarthrium punctatissimum ingår i släktet Plakarthrium och familjen Plakarthriidae. Inga underarter finns listade i Catalogue of Life.